# Любомировка (Киевская область)
Любомировка (укр. Любомирівка, до 2016 г. — Право Жовтня) — село, входит в Згуровскую поселковую общину Броварского района Киевской области Украины. До 2020 года входило в состав Згуровского района.
Население по переписи 2001 года составляло 755 человек. Почтовый индекс — 07651. Телефонный код — 4570. Занимает площадь 2,226 км². Код КОАТУУ — 3221982701.

## История
- 2016 — Верховная Рада переименовала село Право Жовтня в село Любомировка[2].

## Местный совет
07651, Київська обл., Згурівський р-н, с. Любомировка, вул. Чкалова, 42а